# Време за убијање (филм)
Време за убијање (енгл. A Time to Kill) је филмска драма која је заснована на истоименом роману Џона Гришама. Филм је режирао Џоел Шумакер, док главне улоге играју: Метју Маконахеј, Сандра Булок, Самјуел Л. Џексон, Кевин Спејси и Кифер Садерланд.

## Радња
Град Клентон, Мисисипи. Два бела расиста Били Реј Коб и Џејмс Луис Вилард не поштују локално становништво бацајући флаше пива. Потом силују десетогодишњу црнкињу Тони, која се враћала кући из продавнице, и покушавају да је обесе.
Црни шериф Ози Волс хапси силоватеље у бару који су покушавали да пруже отпор. О инциденту је обавештен адвокат Џејк Бригенс (Метју Меконахи), који је већ бранио Коба, који је осуђен за поседовање дроге и пуштен прошле године. Адвоката посећује девојчицин отац, Карл Ли Хејли (Самјуел Л. Џексон), и подсећа се на случај да су још једну црну девојчицу силовала четворица белаца који су се извукли. Бригенс ћути када га Хејли пита шта би урадио да су силоватељи злостављали његову младу ћерку Хану.
Према државном закону, силовање не носи смртну казну. Силоватељима прети казна од 10 година затвора, али након неког времена имају прилику да изађу пре рока. Ово не одговара Хејли. Ветеран из Вијетнамског рата упада у судницу и пуца у оба силоватеља из М16 док их прате на саслушање за кауцију. Истовремено, један од полицајаца Двејн Луни, који је пратио ухапшене, рањен је у колено. Бригенс, обливен крвљу полицајца, шокиран је оним што се догодило, иако је очекивао такав расплет догађаја. Смирени Хејли, који је побегао кући, опростио се од супруге Гвен и тројице синова, ухапшен је, прети му гасна комора.
Случај хладнокрвног убиства двојице белаца од стране једног црнца у граду на југу Сједињених Држава изазива гласан политички одјек. Бригенс је одређен за Хејлиног адвоката, који се суочава са гасном комором за убиство првог степена. Њима ће се супротставити тужилац Руфус Бакли (Кевин Спејси), који никада није изгубио од Бригенса у случајевима убистава. Бакли се клади да ће државни жири бити бели, а Хејли неће имати шансе.
Да би заштитио Карла Лија, адвокат Бригенс прибегава помоћи свом учитељу и ментору Лусијену Вилбанксу (Доналд Сатерленд), коме је одузета лиценца. Он саветује да се поднесе петиција за пребацивање случаја у другу државу. Случај је резонантан – без обзира на исход, правда ће победити.
За силоватеље се одржава скромна сахрана којој присуствују само породица и блиски пријатељи. Брат жртве, исти расиста Фреди Ли Коб, нестрпљив је да се освети убици. Он прети Бригенсу телефоном.
Припремним рочиштима председава Омар Нус. Суђење је заказано за 22. јул. Бригенс инсистира на Хејлијевом лудилу. Судија одбија кауцију. У помоћ младом адвокату прискаче млади адвокат који је исмеван од стране тужиоца који на сто ставља документ са преседаном за одбијање јемства. Судија мења одлуку.
Хејли није у могућности да плати адвоката због тешке финансијске ситуације и недавног отказа. Испоставило се да је Бригенсова спаситељица Хелен Рорк (Сандра Булок), студенткиња права и ћерка адвоката Шелдона Рорка, која комбинује таленте радозналог адвоката и приватног детектива који се залаже за укидање смртне казне. Она нуди Бригенсу бесплатне услуге због очевог богатства и даје му случајеве у којима су такве убице биле оправдане.
Фредија Кобу везују очи и одводе га на чело Кју Клукс Клана, „Великог змаја из Мисисипија“. Саветује му да окупи присташе како би био на челу огранка организације у округу, пошто старе методе борбе против клана са црнцима више не функционишу.
Хејли посећује Двејна Лунија у болници и тражи његов опроштај. Фреди дистрибуира захтеве пријатељима. Гвен и оживљени Тони посећују методистичку цркву уз клицање парохијана. Агенти Организације за заштиту права боје боје траже од ректора да одржи прикупљање средстава у знак подршке Хејли и изражавају жељу да промени адвоката.
На састанку Кју Клукс Клана, Велики Мајстор поздравља нове чланове. Бригенсова супруга добија позив од неидентификованог мушкарца који се представља као Мики Маус и упозорава на опасност. Она примећује пред кућом запаљени крст. Бригенс не верује да расистичка организација још увек постоји. Супруга је љута јер није позвао шерифа Волса, који је са њом поделио забринутост у вези са Хејлијевим намерама, иако је обећао да ће то учинити, чиме није спречио крвопролиће.
Гвен обавештава Хејли да ће Тонијеве повреде спречити да има децу. Каже да му само помисао на смрт силоватеља даје утеху. Бригенсова секретарица Етел Вит извештава да им понестаје новца и да је примала претеће позиве код куће.
Бригенс се састаје са активистима за права црнаца који нуде адвоката од 7.000 долара уместо 50.000 долара. Хејли је незадовољна што ће прикупљена средства отићи за плаћање адвоката, а не за издржавање његове породице. Обојица прете велечасном Ајију да ће пренети вест о његовој превари ако се породици оптуженог не да чек.
Етел Вити почиње да прати Коба. Бригенс упознаје Рорка са својим пријатељем Харијем Вонером, породичним адвокатом, након чега одбија њене услуге. Након њеног одласка, Вонер одбија понуду пријатеља.
Човек са тетоважом Микија Мауса зове шерифову канцеларију и каже да ће неко умрети данас. Волс и Бригенс успевају да пресретну члана Кју Клукс Клана са кутијом бомбе испред његове куће. Адвокат га баца пре него што експлодира. Џејк шаље своју жену и ћерку авионом до њених родитеља.
Бригенс посећује судију Омара Нуса, који одбија да пребаци случај у други округ. Нус нуди договор да убеди Хејли да призна кривицу, након чега ће добити 20 година затвора за убиство из нехата. Џејк затим посећује Вилбанса, где упознаје др Виларда Баса, лиценцираног професионалца са беспрекорном репутацијом упркос његовој зависности од алкохола. Ноћу, Кју Клукс Кланови нападају Етел и њеног мужа Бада, тукући га и захтевајући да пренесе поруку Бригенсу.
Рорк посећује Бригенса, који је провео ноћ у канцеларији, и позива га на вечеру. Уверен је у делотворност смртне казне, Хелен га позива да је посети и осуђује лицемерно понашање озлоглашеног провинцијског јужњака коме је било непријатно да је доведе у кафић не због црнаца, али брзо одлази и извињава се.
Руфус Бакли саопштава локацију судске седнице и готову листу од 150 потенцијалних поротника у предмету, запечаћену у коверту. Бат завршава на интензивној нези. Црнци траже Хејлијево ослобађање.
Бригенс, Рорк, Вонер и Вилбанс се састају да разговарају о сопственој листи поротника. Адвокат и тужилац имају право да оспоравају 12 лица. У овом тренутку, "витезови Кју Клукс Клана" суочени су са црним демонстрантима. Гвен удари Великог мајстора својим говором и долази до масакра. Молотовљевим коктелом пали се „Велики змај“. Лакше рањени Бригенс тражи од Рорка да дискредитује владиног психијатра како би Хејли имала шансу.
Велики мајстор Стумп умире од опекотина, али Коб неће одустати. У пабу Бригенс признаје Роарку да је желео да Хејли убије силоватеље, замишљајући да је његова ћерка Хана била на Тонијевом месту. Кју Клукс Кланови поново бацају ватру на крст испред Бригенсове куће. Сутра је састанак, Џејк замоли Хелен да се темељно припреми, скоро се пољубе, али у последњем тренутку Бригенс одлази. Ватрогасци су угасили запаљену кућу адвоката, у којој је остављен пас Макс. Све ово види полицајац – један од паликућа. У пепелу, Бригенс проналази породичну фотографију. Вонер тражи од пријатеља да одустане од случаја због породичних проблема и општег стреса, али је одбијен. Макс је жив.
Испред зграде суда, ограђене војском и оклопном техником, окупљају се велике демонстрације. Неки скандирају „Ослободите Карла Лија!“ други „Испечемо Карла Лија!“
Бригенс испитује мајку убијеног Билија Коба, питајући колико је њен син киднаповао и силовао деце за 23 године свог живота. Нус најављује паузу. Бакли показује М16 из којег су убијени силоватељи. Бригенс испитује Озија Волса, на питање да ли су силоватељи потписали признање за своје дело, судија га поново зауставља. Упркос томе, шериф одговара потврдно, састанак се одлаже за сутра.
Бригенс и Вилбанкс присуствују Бадовој сахрани. Вити каже да су сви изгубили. Расистичка порота која седи у мотелу даје Хејли одговарајућу пресуду, само један човек гласа "Није крив".
Заменик шерифа Двејн Пауел Луни, који је изгубио ногу, позван је на испитивање. У међувремену, Рорк се инфилтрира у канцеларију државног психијатра. Луни каже да би на месту Хејли урадио исто, јер и сам има ћерку. Карла сматра херојем, публика је огорчена. Др Вилбер Роудхајвер, директор азила Витфилд, позван је да објасни Мекнотеново правило и да је Хејли била при здравој памети у време убиства. Хелен Рорк улази у салу и даје Бригенсу украдена документа. Испоставило се да у 46 састанака током 11 година, Роудхајвер није препознао ниједног од оптужених као лудих. 1985. признао је Ден Бејкера, који је починио двоструко убиство, урачунљивим, упркос супротном, након чега је послат на лечење у Витфилд. Бригенс ухвати доктора у признавању оптуженог као урачунљивог у интересу суда. Коб покушава да убије Бригенса снајперском пушком док излази из терена, али један од војника је погођен.
Ноћу, Хелен зауставља полицајац Клана и киднапује. Коб јој стрга одећу и одлучује да је остави да једу звери. Спашава је човек са црном брадом и тетоважом Микија Мауса, који је присуствовао сахрани Коба и Виларда и церемонији отмице Рорка.
Одбрана позива др Виларда Тајрела Баса, који каже да је Хејли имала рецидив дисоцијације, као Џон Хинкли, који је покушао да убије Роналда Регана и проглашен лудим, једном речју, био је луд. Бакли поставља замку Басу откривајући да је 17. октобра 1960. Бас осуђен за силовање малолетнице у мотелу у Даласу на основу полицијских фотографија снимљених 11. септембра 1960. године. Том мора да потврди речи тужиоца. Вилбанкс апелује на Бригенса да не одустаје од случаја, као што је то једном учинио, али одбија да уђе у судницу када је позван да присуствује. Почиње испитивање Карла Ли Хејлија. Прича како му је ћерка рекла како је њен отац звао када је силована и обешена. Бакли приморава Хејли да одговори на питање да ли су починиоци заслужили смрт. „Да, заслужили су да умру, и надам се да ће горети у паклу!“ Под узбуђењем сале, састанак се завршава.
Бригенс посећује Рорк и љуби је у чело. Порота враћа исту пресуду Хејли, овог пута једногласно. Жена посећује Џејка без његовог знања. Схватила је да он жели да врати правду. Бригенс посећује Хејли и каже да су сви правни трагови исцрпљени. Карл говори о расној неједнакости, додајући да му је Бригенс адут из табора лоших.
Вилбанкс долази на суд. У свом завршном говору, Бакли инсистира да је линч неприхватљив. Бригенс, уместо дугог завршног говора, тражи од пороте опроштај, додајући да је 17-годишња девојка коју је силовао 23-годишњи Бас касније постала његова жена и родила му децу, а они су до данас у браку. У самртној тишини, замоли их да затворе очи и исприча причу - девојчица се враћа кући из продавнице. Одједном долази ауто, из њега искачу два момка и зграбе је. Одвуку је на чистину, вежу је, цепају јој одећу, па редом легну на њу и силују је, уништавајући све невино и чисто мирисом алкохола и зноја. Након тога, лишавајући девојку могућности да постане мајка, почињу да је бацају лименкама пива, ударајући јој тело до кости. Затим уринирају на њу, а затим је обесе. Грана се ломи, девојка пада. Баце је у ауто и бацају у поток са моста са висине од 30 стопа. Девојчица је силована, тучена, ломљена, натопљена урином, семеном и крвљу. Бригенс једва суздржава сузе и тражи да девојку представи као белу, након чега завршава.
Публика чека одлуку. Врата се отварају и један од Хејлијевих синова виче "Невин!". Неки се радују, неки негодују. Волс инкриминише полицајца Хартингса као члана клана, Коб је ухапшен. Карл Ли грли Тонија, који није био присутан на суђењу.
Бригенс и његова породица долазе на масовну прославу у Хејлину кућу и кажу да њихове ћерке могу да се играју једна са другом. Обојица се пријатељски осмехују.

## Улоге
| Глумац               | Улога                    |
| -------------------- | ------------------------ |
| Метју Маконахеј      | Џејк Бригинс             |
| Сандра Булок         | Елен Рорк                |
| Самјуел Л. Џексон    | Карл Ли Хејли            |
| Кевин Спејси         | Руфус Бакли              |
| Ешли Џад             | Карла Бригинс            |
| Чарлс С. Датон       | Ози Волс                 |
| Доналд Садерланд     | Лусијен Вилбанкс         |
| Кифер Садерланд      | Фреди Ли Коб             |
|                      | судија Омар Нус          |
| Оливер Плат          | Хари Рекс Вонер          |
| Бренда Фрикер        | Етел Твити               |
| Реј'Вен Ларимор Кели | Тоња Хејли               |
| Крис Купер           | заменик Двејн Пауел Луни |